# Пол Маршалл (хокеїст)
Пол Маршалл (англ. Paul Marshall, нар. 7 вересня 1960, Торонто) — канадський хокеїст, що грав на позиції крайнього нападника.

## Ігрова кар'єра
Хокейну кар'єру розпочав 1977 року в ОХА.
1979 року був обраний на драфті НХЛ під 31-м загальним номером командою «Піттсбург Пінгвінс». 
Протягом професійної клубної ігрової кар'єри, що тривала 5 років, захищав кольори команд «Піттсбург Пінгвінс», «Торонто Мейпл-Ліфс» та «Гартфорд Вейлерс».
Загалом провів 96 матчів у НХЛ, включаючи 1 гру плей-оф Кубка Стенлі.

## Статистика
| Сезон        | Клуб                    | Ліга         | Регулярний сезон | Регулярний сезон | Регулярний сезон | Регулярний сезон | Регулярний сезон | Плей-оф | Плей-оф | Плей-оф | Плей-оф | Плей-оф |
| Сезон        | Клуб                    | Ліга         | І                | Г                | П                | О                | ШХ               | І       | Г       | П       | О       | ШХ      |
| ------------ | ----------------------- | ------------ | ---------------- | ---------------- | ---------------- | ---------------- | ---------------- | ------- | ------- | ------- | ------- | ------- |
| 1977–78      | «Гамільтон Фінкапс»     | ОХА          | 58               | 36               | 34               | 70               | 54               | —       | —       | —       | —       | —       |
| 1978–79      | «Брантфорд Александерс» | ОХА          | 67               | 42               | 72               | 114              | 59               | —       | —       | —       | —       | —       |
| 1979–80      | «Брантфорд Александерс» | ОХА          | 4                | 2                | 2                | 4                | 0                | —       | —       | —       | —       | —       |
| 1979–80      | «Піттсбург Пінгвінс»    | НХЛ          | 46               | 9                | 12               | 21               | 9                | 1       | 0       | 0       | 0       | 0       |
| 1980–81      | «Бінгемтон Вейлерс»     | АХЛ          | 2                | 2                | 1                | 3                | 0                | —       | —       | —       | —       | —       |
| 1980–81      | «Нью-Брансвік Гоукс»    | АХЛ          | 47               | 25               | 28               | 53               | 41               | 13      | 6       | 7       | 13      | 10      |
| 1980–81      | «Піттсбург Пінгвінс»    | НХЛ          | 13               | 3                | 0                | 3                | 4                | —       | —       | —       | —       | —       |
| 1980–81      | «Торонто Мейпл-Ліфс»    | НХЛ          | 13               | 0                | 2                | 2                | 2                | —       | —       | —       | —       | —       |
| 1981–82      | «Торонто Мейпл-Ліфс»    | НХЛ          | 10               | 2                | 2                | 4                | 2                | —       | —       | —       | —       | —       |
| 1981–82      | «Цинциннаті Тайгерс»    | ЦПХЛ         | 54               | 23               | 29               | 52               | 61               | 4       | 2       | 1       | 3       | 0       |
| 1982–83      | «Бінгемтон Вейлерс»     | АХЛ          | 61               | 25               | 26               | 51               | 21               | 5       | 3       | 2       | 5       | 0       |
| 1982–83      | «Гартфорд Вейлерс»      | НХЛ          | 13               | 1                | 2                | 3                | 0                | —       | —       | —       | —       | —       |
| Усього в НХЛ | Усього в НХЛ            | Усього в НХЛ | 95               | 15               | 18               | 33               | 17               | 1       | 0       | 0       | 0       | 0       |